# Riele Downs
Riele Downs née Riele West Downs le 8 juillet 2001 en Ontario à Toronto (Canada) est une actrice canadienne qui fait sa première apparition cinématique à l'âge de 4 ans dans le film Quatre Frères (Four Brothers (en) - 2005),,.

## Biographie

### Famille
Riele est la fille d'Elle Downs et la sœur de Yeira Downs, toutes deux actrices,.

## Filmographie
- 2005 : Quatre Frères : Amelia
- 2008 : ReGenesis : Jamila Thompson
- 2009 : Da Kink in My Hair (en) : Shawnee
- 2010 : Rookie Blue : Little Girl
- 2010 : Made... The Movie : Karinna
- 2010 : Pouic explore le monde : Baby Ant / Bunny 2 / Bunny 5
- 2013 : Le Mariage de l'année, 10 ans après : Faith
- 2014 : L’histoire de Gabby Douglas : Arielle
- 2014 : Ruby Skye P.I. : The Maltese Puppy : Kat
- 2014-2020 : Henry Danger : Charlotte
- 2015 : Nickelodeon's Ho Ho Holiday Special : Sheila
- 2017 : Nickelodeon's Not So Valentine Special : Riele / Vanessa
- 2017 : Nickelodeon's Sizzling Summer Camp Special : Dale
- 2017 : Tiny Christmas : Emma
- 2018 : Les Aventures de Kid Danger : Charlotte
- 2019 : All That : elle-même
- 2022 : Darby and the Dead : Darby Harper
- 2023 : Bel-Air : Yazmin Staats
- 2024 : Abducted Off the Streets: The Carlesha Gaither Story : Carlesha Gaither
- 2025 : A Breed Apart : Killer Queen
- 2025 : Ma vie avec les Walter Boys : Maria